# Florentinska Pietà
Florentinska Pietà, även kallad Bandini Pietà, Nedtagandet från Korset och Kristi begråtande, är en skulptur utförd av Michelangelo från omkring 1546 till 1555. Skulpturen framställer fyra personer: den döde Jesus Kristus, Nikodemos, Maria från Magdala (till vänster) och Jungfru Maria (till höger).